# がくとくん
がくとくんは、福島県郡山市の公式イメージキャラクター。郡山市が取り組む音楽都市「東北のウィーン楽都（がくと）郡山」をPRする目的で、その目的に相応しいキャラクターとしてデザイン及び名称が公募された（名称は約12,000通の中から選ばれた）。

## 特徴
郡山市産米の「あさか舞」を連想させる稲穂をトレードマークに、音楽都市をイメージした音符が描かれた帽子をかぶっている。性別は男で、人なつこっく楽しいことが大好き、ジャンルを問わず音楽好きという設定がなされている。なお、言葉を話すことはできない。

## 活動
2010年3月20日に、郡山カルチャーパークで誕生祭と称してお披露目され喜久田小マーチングバンド部の演奏の指揮を務めた。その後郡山市内の主要イベントを中心に出場し、市のPR活動等を行っている。平成22年4月18日の開成山球場リニューアルオープン時には、市長の始球式のバッター役になった（本番だけでなく事前の練習風景も公式サイトで紹介されている）。合唱・演奏イベント等では指揮者に扮して参加している。同年冬の郡山駅前のイルミネーションには、がくとくん模様のものも飾られるようになった。
また、いわゆるゆるキャラとしてひこにゃんやせんとくんとの対面なども行われている。
2013年11月12日には、妹のおんぷちゃんが誕生した。
2015年3月20日には、テーマソング「羽ばたけ！がくとくん」のCDを発売した。

## 担当
- 郡山市総合政策部まちづくり政策課　シティセールス推進係
  - 2010年5月に郡山市のウェブサイト内に公式サイトが設けられた。

## メディア出演
- うわっ!ダマされた大賞（日本テレビ）
  - ドッキリの仕掛け人として。兵庫県のちっちゃいおっさん、茨城県のハッスル黄門、島根県のしまねっことともに登場した。